# Антропология уйгуров
Антропологическая характеристика уйгурского народа - в антропологической классификации народов мира уйгуры относятся к Памиро-ферганской расе, которая входит в большую европеоидную расу. Также есть представители индо-иранской и южносибирской расы.

## Внешность уйгуров
Уйгуры - представители европеоидной и монголоидной расы: 70% европеоидной и 30% - монголоидной. Среди уйгур выделяют также субрасы; Памиро-ферганская и Индо-иранская, которые входят в европеоидную, также Южносибирская, которая входит в монголоидную.

### Внешность южных уйгуров
Самый крупный субэтнос уйгуров - кашгарцы, численностью 25 миллионов человек, представители Памиро-ферганской расы и Индо-иранской расы.
Внешность кашгарцев:
- цвет волос — черные
- цвет глаз — тёмные, в меньшинстве голубые, зеленые
- третичный волосяной покров — очень сильный
- рост — средний, высокий
- форма головы — брахикефальная
- борода — большая, густая
- форма носа — выпуклая

Южные уйгуры -  атушцы, хотанцы, яркендцы, аксуйцы и отчасти абдалы имеют следующию внешность. Все представители Памиро-ферганской расы.
- цвет волос — черные, светлые имеют меньшинство хотанцев
- цвет глаз — тёмные, светлые, голубые имеют несколько хотанцев
- третичный волосяной покров — очень сильный
- рост — средний
- форма головы — брахикефальная
- борода — длинная, густая
- борма носа — выпуклая

### Западные уйгуры
Крупные западные уйгуры - илийцы, в большинстве Южносибирской расы и в половине - Памиро-ферганской расы
Внешность илийцев:
- цвет волос — черные, рыжие, светлые
- цвет глаз — тёмные, светлые
- третичный волосяной покров — средний
- рост — средний
- форма головы — брахикефальная
- борода — обильная растительность, среднего размера
- форма носа — выпуклая

Другие западные уйгуры - чугучакцы - только монголоиднай расы.
- цвет волос — черные
- цвет глаз — тёмные, эпикантус присутствует
- третичный волосяной покров — очень сильный
- рост — средний
- форма головы — брахикефальная
- борода — большая, густая
- форма носа — выпуклая

### Центральные уйгуры
Центральные уйгуры - комульцы, учтурфанцы, кучарцы, корлинцы, мачины, турфанцы и полурцы. Все - представители южносибирской расы.
- цвет волос — черные, светлые
- цвет глаз — тёмные, светлые
- третичный волосяной покров — средний
- рост — средний
- форма головы — брахикефальная
- борода — средняя
- форма носа — выпуклая

Турфанцы имеют такую внешность
- цвет волос — черные, рыжие
- цвет глаз — тёмные
- третичный волосяной покров — средний
- рост — средний
- форма головы — брахикефальная
- борода — длинная
- форма носа — выпуклая

### Другие уйгуры
Лобнорцы и доланцы - это уйгуры, сохранившие киргизские,   алтайские и монгольские традиции.
- цвет волос — черные, светлые
- цвет глаз — тёмные, голубые, зелёные
- третичный волосяной покров — средний
- рост — средний
- форма головы — брахикефальная
- борода — длинная
- форма носа — выпуклая

Торские уйгуры представляют собой памиро-ферганскую расу.
- цвет волос — светлые
- цвет глаз — тёмные, голубые, зелёные
- третичный волосяной покров — сильный
- рост — средний
- форма головы — брахикефальная
- борода — длинная, густая
- форма носа — выпуклаяУйгур-тор

### Днк уйгуров
Среди уйгуров развита гаплогруппа J,K и R. Далее идет распределение гапглогрупп:
Гаплогруппа J2 - 38%
Гаплогруппа K - 18%
Гаплогруппа R1a1 - 16%
Гаплогруппа H - 8%
Гаплогруппа O - 6%
Гаплогруппа C - 4%
Остальные - 16%

## Этногенез

### Древнеуйгурский пласт
Древнеуйгурский пласт выразился не так сильно, как другие индоевропейские пласты. Древнеуйгурский пласт часто можно встретить у представителей города Турфан и Хами. Именно в древности, жители этих городов не встречались с соседями, которые имели европеоидность.

### Древний восточноиранский пласт
Древний восточноиранский пласт сыграл огромную роль в этногенезе уйгуров. Когда-то в Восточном Туркестане проживали древние восточные иранцы. Уйгуры смогли всех ассимилировать, как и тохар.

### Тохарский пласт
Основная часть настоящих тохар ушла вместе со своими родственниками кушанами на юг в Бактрию, обосновалась на севере земель современной Республики Афганистан, основала область-государство Тохаристан и там растворилась в массе народов, их потомками являются отчасти таджики, пуштуны, проживающие в одноимённой современной провинции Афганистана Тахар, и уйгуры.
Индоевропейские племена, потомки которых стали называться тохарами (в древнегреч. источниках) и юэчжами (в кит.источниках), самоназвание которых неизвестно, населяли Восточный Туркестан с эпохи бронзового века, последние письменные памятники тохарского языка датируются 6-8 вв.н. э. Первые тюркские племена в регионе появляются начиная с первой пол. 1 тыс. н. э.
Пласт тохар повлиял тоже, не малую долю в этногенезе уйгуров, говоря уже об крупной европеоидности от тохар

### Караханидский пласт
Караханиды были чистыми европеоидами,так как они уже смогли смешаться с индоиранскими народами. И в пользу была война с саманидами,так как это была великая ассимиляция со стороны караханидов.

### Могульский пласт
Последним крупным этническим компонентом вошедшим в состав современного уйгурского этноса стали могулы (тюркизированные монголы), пришедшие несколькими волнами начиная с XIII в., состоявшие из таких племен как барлас, дуглат, нюгейт, арлат, чурас, байрин и другие. Последняя крупная волна могулов пришла с чагатаидом Саид-ханом в начале XVI в. Изначально говорившие на монгольских языках могулы постепенно ассимилировались местными тюрками, перешли на местный тюркский язык названный чагатайским, приняли ислам (XIV в. Туглук Тимур-хан), стали оседать. Первым племенем уже практически ассимилированным к XVI в. стали дуглаты.
Часть доглатов, постоянно или в основном находившаяся в Кашгарии, по-видимому, ранее других вступила в этническое взаимодействие с уйгурами и до XVI в. в значительной степени была ассимилирована. В. П. Юдин
К XX в. лишь несколько групп тюркского населения, напрямую возводимых к могулам Восточного Туркестана, сохранили традиционное могульское племенное деление, это нюгейты, доланы, лобнорцы, ардбуль, хурасан. Остальные могулы вошли в состав различных этнографических групп уйгурского народа. Немалая часть сословия уйгурских беков (местной знати) была также потомками знатных бекских могульских фамилий. Одно из сословий уйгурской знати — хакимбеки происходили от восточной ветви ханов чагатаидов, они сохраняли своё влияние в уйгурском обществе вплоть до середины XX в. А их вассальные княжества (Кумульское и Турфанское ханства) существовали до 1930 г. когда они были упразднены гоминьдановским правительством Китая.
Могульский компонент в уйгурском этносе достаточно весомый, оставивший в культуре, традициях, литературе (Тарихи Рашиди М. Х. Дуглата, Хроники М. Ф. Чураса, многочисленные тазкира жизнеописания могульских ханов, о Туглук-Тимур-хане, Саид-хане и др.), мифологии (многочисленные сказки такие как о «Чин Тёмур батуре»).